# Formació de Bajénov

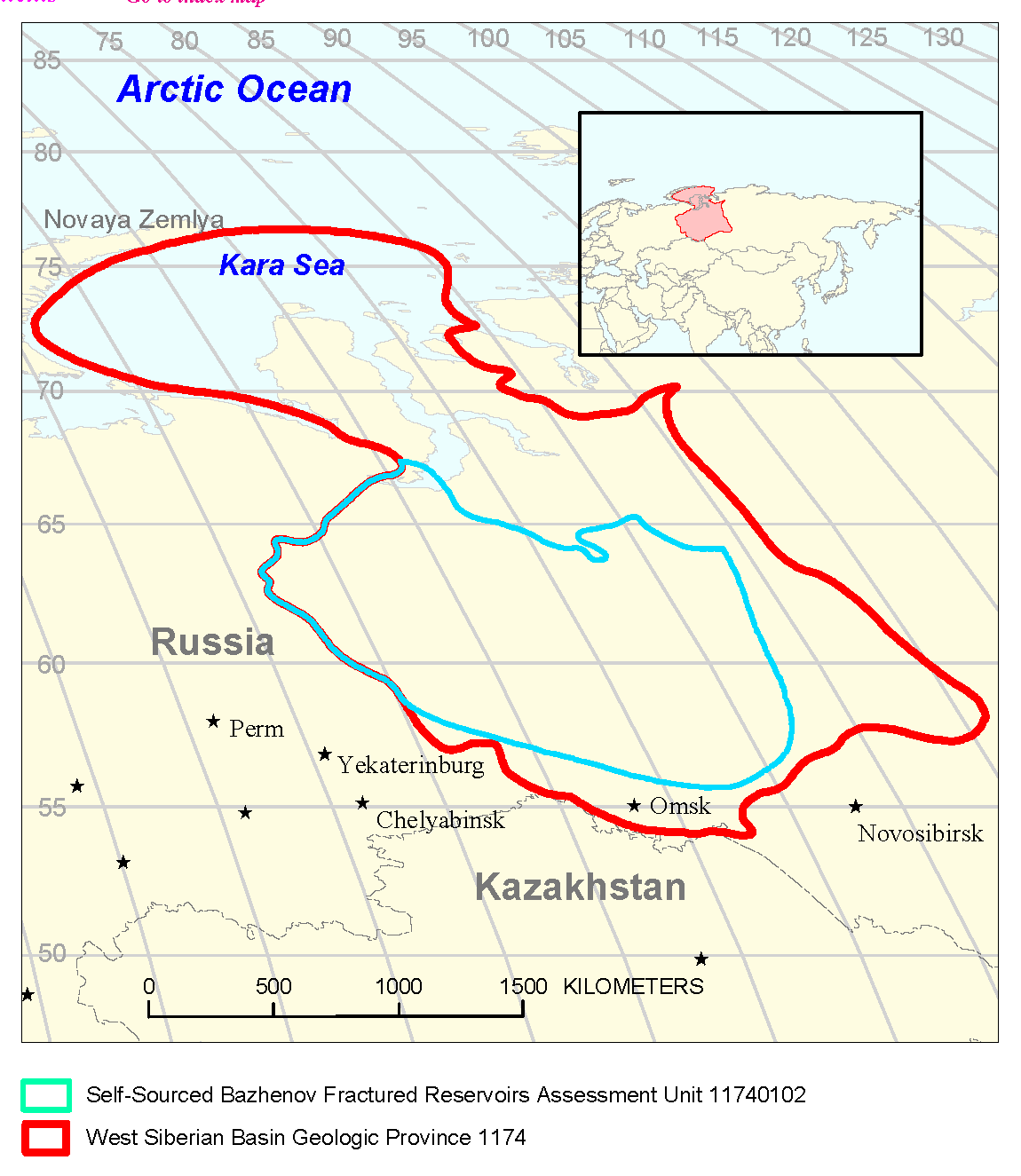
Mapa del petroli de formacions compactes de la formació de Bajénov

La formació de Bajénov (Баженовская свита en rus) és un estrat de la conca siberiana occidental originat a partir de sediments dipositats en un mar profund durant el Titonià i principis del Berriasià. El mar tenia una extensió de més d'un milió de quilòmetres quadrats a la zona central de la conca. En aquell temps es dipositaren al fons del mar esquistos silicis rics en compostos orgànics en condicions anòxiques. El mar estava connectat amb els oceans del globus i conté microminerals derivats de minerals i material orgànic dissolts similars als sediments de sapropel del mar Negre.
A més de ser una roca mare d'aigües marines profundes prolífica (descrita com a la roca mare petrolífera més gran del món), es creu que la formació conté reserves importants de petroli de formacions compactes. Wood Mackenzie calculà que la formació de Bajénov conté 2 bilions de barrils. El 2013, la petrolífera russa Rosneft estimà que se'n podien extreure 22.000 milions de barrils. El 2012, l'agència governamental russa Rosnedra calculà que la formació de Bajénov conté entre 180.000 i 360.000 milions de barrils en reserves recuperables.